# Stefan Uscharewitsch
Stefan Uscharewitsch (ur. 1925, zm. ?) – zbrodniarz nazistowski, członek załogi niemieckiego obozu koncentracyjnego Mauthausen-Gusen i SS-Sturmmann.
Obywatel jugosłowiański narodowości niemieckiej. Członek Waffen-SS od 2 października 1942. Strażnik w obozie głównym Mauthausen od 1 września 1944. Pełnił służbę w drugiej kompanii wartowniczej. We wrześniu 1944, pełniąc służbę wartowniczą koło kamieniołomów, zastrzelił wraz z innymi esesmanami sześciu lub siedmiu holenderskich spadochroniarzy, którzy przeskoczyli obozowe druty kolczaste.
Uscharewitsch został osądzony w procesie załogi Mauthausen-Gusen (US vs. Johann Haider i inni) przed amerykańskim Trybunałem Wojskowym w Dachau. Skazano go na 7 lat pozbawienie wolności. Wyrok zmniejszono po rewizji do 2 lat więzienia.